# Piper kreangense
Piper kreangense är en pepparväxtart som beskrevs av C. Dc.. Piper kreangense ingår i släktet Piper och familjen pepparväxter. Inga underarter finns listade i Catalogue of Life.